# Kane Charig
Kane Daniel Charig (ur. 20 sierpnia 1991) – brytyjski zapaśnik walczący w stylu wolnym, judoka i uczestnik walk MMA. Zajął 22 miejsce na mistrzostwach Europy w 2016. Srebrny medalista igrzysk wspólnoty narodów w 2018. Brązowy medalista mistrzostw Wspólnoty Narodów w 2016 roku.